# Jesper Lindéus
Jesper Lindéus (...) è un giocatore di football americano svedese, che gioca come wide receiver per gli Örebro Black Knights..

## Palmarès
- 1 SM-final (2021)